# Koto Nan IV Dibawuah
Koto Nan IV Dibawuah is een bestuurslaag in het regentschap Dharmasraya van de provincie West-Sumatra, Indonesië. Koto Nan IV Dibawuah telt 2259 inwoners (volkstelling 2010).